# Camí de la Rovireta
El Camí de la Rovireta és una pista rural del terme municipal de Sant Quirze Safaja, a la comarca del Moianès.
Arrenca de l'extrem de llevant del poble de Sant Quirze Safaja, ran de l'església parroquial de Sant Quirze, des d'on surt cap al nord-est. Comparteix el primer tram amb el Camí de Bernils, del qual se separa; transcorre un altre tram paral·lel i per sota d'aquest camí, paral·lel a ponent del torrent de l'Espluga. Passa per damunt de la Balma de l'Espluga, i canvia cap al costat de ponent de la vall del torrent de l'Espluga, i s'enfila cap a l'extrem sud de la Serra de la Rovireta. Passa al vessant de llevant d'aquesta serra, per la Solella de la Rovireta, paral·lel per ponent del torrent de la Rovireta, fins que arriba a la masia de la Rovireta. Allí gira cap a llevant i cap al sud-est, i en 600 metres més arriba a Puigdolena.